# Ask Station
Ask Station (Ask stasjon) var en jernbanestation på Randsfjordbanen, der lå i Ringerike kommune i Norge.
Stationen åbnede 13. oktober 1868, da banen blev forlænget fra Tyristrand til Randsfjord. Den blev nedgraderet til trinbræt 1. januar 1971. Betjeningen med persontog ophørte 28. maj 1989, og 1. juli 2003 blev stationen nedlagt.
Stationsbygningen blev opført til åbningen efter tegninger af Georg Andreas Bull. Den blev revet ned i 1987. Der er ikke længere krydsningsspor på stedet.